# 2694 Піно Торінезе
2694 Піно Торінезе (2694 Pino Torinese) — астероїд головного поясу, відкритий 22 серпня 1979 року.
Тіссеранів параметр щодо Юпітера — 3,578.